# Bruno Hoffmann
Pour les articles homonymes, voir Hoffmann.
Bruno Hoffmann, né le 15 septembre 1913 à Stuttgart et mort le 11 avril 1991 dans la même ville, est un joueur et fabricant allemand de verrillon.

## Biographie
Bruno Hoffmann naît le 15 septembre 1913 à Stuttgart.
Après avoir étudié le piano, l'orgue et le chant, il se spécialise à partir de 1929 dans les verrillons. Il construit un instrument chromatique couvrant quatre octaves et développe une technique impressionnante pour en jouer. Il se fait connaître en tant que soliste dans les années 1930 et est entendu pour la première fois à Londres le 9 mars 1938 au Musée de Londres (alors à Lancaster House dans le quartier St James's).
Bruno Hoffmann meurt le 11 avril 1991 dans sa ville natale.